# Bidessus goudotii
Bidessus goudotii är en skalbaggsart som först beskrevs av François Louis Nompar de Caumont de Laporte 1835.  Bidessus goudotii ingår i släktet Bidessus och familjen dykare. Inga underarter finns listade i Catalogue of Life.